# پرستون کینگ
پرستون کینگ (به انگلیسی: Preston King) سناتور سابق عضو حزب جمهوری‌خواه ایالات متحده آمریکا بود. وی در سال ۱۸۵۷ تا ۱۸۶۳ میلادی سناتور ایالت نیویورک در سنای ایالات متحده آمریکا بود.